# Kankan (region)
Region Kankan – region położony we wschodniej Gwinei. Graniczy z dwoma innymi krajami – Mali i Wybrzeżem Kości Słoniowej, a także innymi gwinejskimi regionami – Faranah oraz Nzérékoré.
Prefektury w regionie: 
- Prefektura Kankan
- Prefektura Kérouané
- Prefektura Kouroussa
- Prefektura Mandiana
- Prefektura Siguiri